# Aboutou Roots
Aboutou Roots  est un groupe de musique ivoirien.

## Présentation
Aboutou Roots est un groupe créé en 1986  à Lauzoua dans la région de Grand-Lahou dans le Sud de la Côte d'Ivoire,,. Le style de musique de ce groupe est le zougloumatique appelé Youssoumba (ambiance facile), un style issu des chansons populaires et autres animations de village des peuples lagunaires,. Originellement, il se pratique avec un tambour, une bouteille et des voix harmonisées qui reprennent en chœur les partitions du lead vocal. Le Youssoumba est un genre très animé et dansant, aussi bien dans ses versions traditionnelles que modernisées. Sa connotation sonore typiquement lagunaire et ses rythmes ambiancés en ont fait un genre très dansant et populaire en Côte d'Ivoire. Le groupe est managé aujourd'hui par Boby Six,.

## Liste des concerts 2007 - 2023
- Du 28 Juillet au 12 Août 2007 : MASA Edition spécial.
- 22 Décembre 2007 : concert live au palais de la culture de Treichville (Abidjan).
- Du 02 Mai 2008 à Décembre 2008 : le groupe a joué tous les vendredis en 15 dans un piano bar à ciel (maquis le Lycée) situé à Abidjan dans la commune de Marcory pour lancer le concept «100% Zouglou Live».
- 15 Décembre 2008, concert live à Abidjan dans la commune de Yopougon à l'occasion de l'ouverture du CANAR-YOP.
- 28 Février 2009 : lancement des spectacles «100% Zouglou Live» au Vert Paradis dans la commune de Cocody (Abidjan).
- 08 Octobre 2023 : concert live à l'espace AZK Live Cocody (Abidjan).